# Chloe Fineman
Chloe Fineman est une actrice américaine, née le 20 juillet 1988 à Berkeley en Californie.

## Filmographie

### Cinéma
- 2011 : Knee High : Coach Sophie
- 2011 : The Morning After : Hannah
- 2016 : French Kitty : Sophie
- 2017 : Men Don't Whisper : la femme qui veut travailler dur
- 2019 : More Than a Feeling : la mère de Buddy
- 2019 : Soft : Chloe
- 2022 : Home Team : Emily l'infirmière
- 2022 : Father of the Bride : Natalie Vance
- 2022 : White Noise : le technicien simuvac
- 2022 : Babylon : Marion Davies
- 2023 : Excessive : Paula O'Brien
- 2023 : Baby Shark's Big Movie! : Lannie
- 2024 : Megalopolis : Clodia Pulcher
- 2024 : Moi, moche et méchant 4 : Patsy Prescott
- 2025 : My Ex-Friend's Wedding
- 2025 : Summer of 69
- 2025 : The Temp. : Chloe

### Télévision
- 2014-2018 : The Adventures of Ben & Sarah : Sarah (6 épisodes)
- 2017 : The Pros of Cons : Lily Campbell
- 2018 : Mozart in the Jungle : Fanny Mendelssohn (1 épisode)
- 2018 : Grown-ish : une serveuse (1 épisode)
- 2018 : Jane the Virgin : une assistante (1 épisode)
- 2019-2024 : Saturday Night Live : Britney Spears et autres personnages (96 épisodes)
- 2020 : High Fidelity : Clara (1 épisode)
- 2020-2021 : Search Party : Charlie Reeny (6 épisodes)
- 2021 : Dickinson : Sylvia Path (1 épisode)
- 2021-2023 : Big Mouth : Leah Birch, Jourdan, Timon et autres personnages (16 épisodes)
- 2024 : Baby Shark : L'Aventure sous l'eau : Lannie (3 épisodes)
- 2024 : Les Simpson : Tasha (1 épisode)
- 2025 : Laid : Chelsea (2 épisodes)